# Parco Argonne
Il Parco Argonne è un giardino pubblico di Milano, aperto il 6 novembre 2022 come parte del progetto di riqualificazione urbana successivo alla costruzione della Linea M4 della metropolitana.
Diviso amministrativamente tra Municipio 3 e Municipio 4, si trova nello spartitraffico tra le due carreggiate di viale Argonne ed ha inizio in piazzale Susa per giungere sino alla Chiesa dei Santi Nereo e Achilleo, per una lunghezza di circa 1 chilometro.
Dotato di aree giochi per bambini e adulti e di aree cani, è collegato al resto della città da percorsi pedonali e ciclistici e dalle due stazioni della M4 Susa e Argonne.